# Aron Dønnum
Aron Leonard Dønnum (Eidsvoll, 20 april 1998) is een Noors voetballer. Bij voorkeur speelt hij op het middenveld.

## Carrière
Van 2017 tot 2021 stond Dønnum onder contract bij Vålerenga IF, met een korte tussenperiode op huurbasis in 2018 bij HamKam. In de zomer van 2021 vertrok Dønnum naar Standard Luik waar hij een contract kreeg tot medio 2025.

## Interlandcarrière
Dønnum debuteerde in 2021 als international voor Noorwegen.